# 1 000 kilomètres du Nürburgring 2000
Navigation
Édition précédente Édition suivante
Les 1 000 kilomètres du Nürburgring 2000 (Bitburger / AvD - 1.000 km Le Mans Race auf dem Nürburgring 2000), disputées le 9 août 2000 sur le circuit du Nürburgring, sont la trente-septième édition de cette épreuve, la trente-quatrième sur un format de 1 000 kilomètres et la quatrième manche de American Le Mans Series 2000.

## Course

### Classement de la course
Vainqueurs de catégorie en gras,.
| Pos.   | Catégorie | N° | Écurie                                           | Pilotes                                                      | Châssis                                | Pneus | Tours |
| Pos.   | Catégorie | N° | Écurie                                           | Pilotes                                                      | Moteur                                 | Pneus | Tours |
| ------ | --------- | -- | ------------------------------------------------ | ------------------------------------------------------------ | -------------------------------------- | ----- | ----- |
| 1      | LMP       | 1  | Panoz Motor Sports                               | David Brabham Jan Magnussen                                  | Panoz LMP-1 Roadster-S                 | M     | 185   |
| 1      | LMP       | 1  | Panoz Motor Sports                               | David Brabham Jan Magnussen                                  | Élan 6L8 6.0 L V8                      | M     | 185   |
| 2      | LMP       | 42 | BMW Motorsport Schnitzer Motorsport              | Jörg Müller JJ Lehto                                         | BMW V12 LMR                            | M     | 185   |
| 2      | LMP       | 42 | BMW Motorsport Schnitzer Motorsport              | Jörg Müller JJ Lehto                                         | BMW S70 6.0 L V12                      | M     | 185   |
| 3      | LMP       | 78 | Audi Sport North America                         | Frank Biela Emanuele Pirro                                   | Audi R8                                | M     | 182   |
| 3      | LMP       | 78 | Audi Sport North America                         | Frank Biela Emanuele Pirro                                   | Audi 3.6 L Turbo V8                    | M     | 182   |
| 4      | LMP       | 2  | Panoz Motor Sports                               | Johnny O'Connell Hiroki Katou Klaus Graf                     | Panoz LMP-1 Roadster-S                 | M     | 181   |
| 4      | LMP       | 2  | Panoz Motor Sports                               | Johnny O'Connell Hiroki Katou Klaus Graf                     | Élan 6L8 6.0 L V8                      | M     | 181   |
| 5      | LMP       | 32 | Motorola DAMS                                    | Marc Goossens Franck Montagny                                | Cadillac Northstar LMP (en)            | P     | 181   |
| 5      | LMP       | 32 | Motorola DAMS                                    | Marc Goossens Franck Montagny                                | Cadillac Northstar (en) 4.0 L Turbo V8 | P     | 181   |
| 6      | LMP       | 53 | Racing Organisation Course                       | Ralf Kelleners Jérôme Policand                               | Reynard 2KQ-LM                         | M     | 180   |
| 6      | LMP       | 53 | Racing Organisation Course                       | Ralf Kelleners Jérôme Policand                               | Volkswagen 2.0 L Turbo I4              | M     | 180   |
| 7      | LMP       | 18 | GLV Racing                                       | Giovanni Lavaggi Nicolás Filiberti (en)                      | Ferrari 333 SP                         | G     | 177   |
| 7      | LMP       | 18 | GLV Racing                                       | Giovanni Lavaggi Nicolás Filiberti (en)                      | Ferrari F310E 4.0 L V12                | G     | 177   |
| 8      | GTS       | 91 | Viper Team Oreca                                 | Olivier Beretta Karl Wendlinger Marc Duez                    | Dodge Viper GTS-R                      | M     | 175   |
| 8      | GTS       | 91 | Viper Team Oreca                                 | Olivier Beretta Karl Wendlinger Marc Duez                    | Dodge 8.0 L V10                        | M     | 175   |
| 9      | LMP       | 54 | Racing Organisation Course                       | Jean-Christophe Boullion Jordi Gené                          | Reynard 2KQ-LM                         | M     | 174   |
| 9      | LMP       | 54 | Racing Organisation Course                       | Jean-Christophe Boullion Jordi Gené                          | Volkswagen 2.0 L Turbo I4              | M     | 174   |
| 10     | LMP       | 43 | BMW Motorsport Schnitzer Motorsport              | Jean-Marc Gounon Bill Auberlen                               | BMW V12 LMR                            | M     | 170   |
| 10     | LMP       | 43 | BMW Motorsport Schnitzer Motorsport              | Jean-Marc Gounon Bill Auberlen                               | BMW S70 6.0 L V12                      | M     | 170   |
| 11     | GT        | 5  | Dick Barbour Racing                              | Dirk Müller Lucas Luhr                                       | Porsche 911 GT3-R                      | M     | 169   |
| 11     | GT        | 5  | Dick Barbour Racing                              | Dirk Müller Lucas Luhr                                       | Porsche 3.6 L Flat-6                   | M     | 169   |
| 12     | GT        | 70 | Skea Racing International                        | Johnny Mowlem David Murry                                    | Porsche 911 GT3-R                      | P     | 167   |
| 12     | GT        | 70 | Skea Racing International                        | Johnny Mowlem David Murry                                    | Porsche 3.6 L Flat-6                   | P     | 167   |
| 13     | GT        | 21 | MCR/Aspen Knolls (en)                            | Shane Lewis Cort Wagner                                      | Porsche 911 GT3-R                      | P     | 164   |
| 13     | GT        | 21 | MCR/Aspen Knolls (en)                            | Shane Lewis Cort Wagner                                      | Porsche 3.6 L Flat-6                   | P     | 164   |
| 14     | LMP       | 99 | Pir Compétition                                  | Pierre Bruneau Marc Rostan                                   | Debora LMP299 (en)                     | A     | 164   |
| 14     | LMP       | 99 | Pir Compétition                                  | Pierre Bruneau Marc Rostan                                   | BMW 3.0L I6                            | A     | 164   |
| 15     | GT        | 10 | Prototype Technology Group                       | Peter Cunningham (en) Brian Cunningham Niclas Jönsson        | BMW M3                                 | Y     | 163   |
| 15     | GT        | 10 | Prototype Technology Group                       | Peter Cunningham (en) Brian Cunningham Niclas Jönsson        | BMW 3.2 L I6                           | Y     | 163   |
| 16 DNF | LMP       | 31 | Motorola DAMS                                    | Emmanuel Collard Éric Bernard                                | Cadillac Northstar LMP (en)            | P     | 161   |
| 16 DNF | LMP       | 31 | Motorola DAMS                                    | Emmanuel Collard Éric Bernard                                | Cadillac Northstar (en) 4.0 L Turbo V8 | P     | 161   |
| 17     | GTS       | 61 | Chamberlain Motorsport                           | Xavier Pompidou Thomas Erdos Stephen Watson (en)             | Chrysler Viper GTS-R                   | M     | 160   |
| 17     | GTS       | 61 | Chamberlain Motorsport                           | Xavier Pompidou Thomas Erdos Stephen Watson (en)             | Chrysler 8.0 L V10                     | M     | 160   |
| 18     | GT        | 22 | Alex Job Racing                                  | Mike Fitzgerald Bob Nagel Peter Argetsinger (en)             | Porsche 911 GT3-R                      | M     | 160   |
| 18     | GT        | 22 | Alex Job Racing                                  | Mike Fitzgerald Bob Nagel Peter Argetsinger (en)             | Porsche 3.6 L Flat-6                   | M     | 160   |
| 19     | GT        | 6  | Prototype Technology Group                       | Johannes van Overbeek Boris Said Hans-Joachim Stuck          | BMW M3                                 | Y     | 160   |
| 19     | GT        | 6  | Prototype Technology Group                       | Johannes van Overbeek Boris Said Hans-Joachim Stuck          | BMW 3.2 L I6                           | Y     | 160   |
| 20     | GT        | 52 | Seikel Motorsport                                | Tony Burgess (de) Gabrio Rosa Stefano Buttiero (en)          | Porsche 911 GT3-R                      | D     | 160   |
| 20     | GT        | 52 | Seikel Motorsport                                | Tony Burgess (de) Gabrio Rosa Stefano Buttiero (en)          | Porsche 3.6 L Flat-6                   | D     | 160   |
| 21     | GTS       | 08 | Roock Motorsport North America                   | Zak Brown Vic Rice Hubert Haupt (de)                         | Porsche 911 GT2                        | Y     | 158   |
| 21     | GTS       | 08 | Roock Motorsport North America                   | Zak Brown Vic Rice Hubert Haupt (de)                         | Porsche 3.8 L Turbo Flat-6             | Y     | 158   |
| 22     | GT        | 71 | Skea Racing International                        | Rohan Skea Doc Bundy (en) Grady Willingham                   | Porsche 911 GT3-R                      | P     | 154   |
| 22     | GT        | 71 | Skea Racing International                        | Rohan Skea Doc Bundy (en) Grady Willingham                   | Porsche 3.6 L Flat-6                   | P     | 154   |
| 23     | GTS       | 35 | Proton Competition                               | Gerold Ried Christian Ried                                   | Porsche 911 GT2                        | Y     | 152   |
| 23     | GTS       | 35 | Proton Competition                               | Gerold Ried Christian Ried                                   | Porsche 3.6 L Turbo Flat-6             | Y     | 152   |
| 24     | LMP       | 36 | Johansson-Matthews Racing                        | Stefan Johansson Guy Smith                                   | Reynard 2KQ-LM                         | Y     | 150   |
| 24     | LMP       | 36 | Johansson-Matthews Racing                        | Stefan Johansson Guy Smith                                   | Judd GV4 4.0 L V10                     | Y     | 150   |
| 25     | GT        | 69 | Kyser Racing                                     | Kye Wankum Greg Doff Georg Silbermayr                        | Porsche 911 GT3-R                      | P     | 147   |
| 25     | GT        | 69 | Kyser Racing                                     | Kye Wankum Greg Doff Georg Silbermayr                        | Porsche 3.6 L Flat-6                   | P     | 147   |
| 26     | GT        | 9  | Roock Motorsport North America Cirtek Motorsport | André Ahrlé Michael Eschmann Jürgen Lorenz                   | Porsche 911 GT3-R                      | D     | 116   |
| 26     | GT        | 9  | Roock Motorsport North America Cirtek Motorsport | André Ahrlé Michael Eschmann Jürgen Lorenz                   | Porsche 3.6 L Flat-6                   | D     | 116   |
| 27 DNF | GTS       | 92 | Viper Team Oreca                                 | David Donohue Tommy Archer Jean-Philippe Belloc              | Dodge Viper GTS-R                      | M     | 91    |
| 27 DNF | GTS       | 92 | Viper Team Oreca                                 | David Donohue Tommy Archer Jean-Philippe Belloc              | Dodge 8.0 L V10                        | M     | 91    |
| 28 DNF | LMP       | 02 | Pole Team                                        | Norman Simon (de) Günther Blieninger Mark Simo (en)          | Riley & Scott Mk III (en)              | M     | 90    |
| 28 DNF | LMP       | 02 | Pole Team                                        | Norman Simon (de) Günther Blieninger Mark Simo (en)          | Judd GV4 4.0 L V10                     | M     | 90    |
| 29 DNF | GT        | 23 | Alex Job Racing                                  | Randy Pobst (en) Bruno Lambert (pl)                          | Porsche 911 GT3-R                      | M     | 87    |
| 29 DNF | GT        | 23 | Alex Job Racing                                  | Randy Pobst (en) Bruno Lambert (pl)                          | Porsche 3.6 L Flat-6                   | M     | 87    |
| 30 DNF | LMP       | 77 | Audi Sport North America                         | Rinaldo Capello Allan McNish                                 | Audi R8                                | M     | 84    |
| 30 DNF | LMP       | 77 | Audi Sport North America                         | Rinaldo Capello Allan McNish                                 | Audi 3.6 L Turbo V8                    | M     | 84    |
| 31 DNF | GT        | 56 | Noël del Bello Racing                            | Noël del Bello (de) Marc Sourd Roland Bervillé               | Porsche 911 GT3-R                      | D     | 78    |
| 31 DNF | GT        | 56 | Noël del Bello Racing                            | Noël del Bello (de) Marc Sourd Roland Bervillé               | Porsche 3.6 L Flat-6                   | D     | 78    |
| 32 DNF | LMP       | 25 | Conrero (en)                                     | Beppe Gabbiani Angelo Lancelotti (it) Felipe Ortiz (de)      | Riley & Scott Mk III (en)              | G     | 71    |
| 32 DNF | LMP       | 25 | Conrero (en)                                     | Beppe Gabbiani Angelo Lancelotti (it) Felipe Ortiz (de)      | Ford Cosworth 4.0 L V8                 | G     | 71    |
| 33 DNF | GT        | 51 | Dick Barbour Racing                              | Sascha Maassen Bob Wollek                                    | Porsche 911 GT3-R                      | M     | 52    |
| 33 DNF | GT        | 51 | Dick Barbour Racing                              | Sascha Maassen Bob Wollek                                    | Porsche 3.6 L Flat-6                   | M     | 52    |
| 34 DNF | LMP       | 17 | SMG                                              | Philippe Gache Didier Cottaz                                 | Courage C60                            | P     | 44    |
| 34 DNF | LMP       | 17 | SMG                                              | Philippe Gache Didier Cottaz                                 | Judd GV4 4.0 L V10                     | P     | 44    |
| 35 DNF | LMP       | 24 | Team Ascari                                      | Klaas Zwart (de) Werner Lupberger (en) Jeffrey van Hooydonck | Ascari A410 (en)                       | P     | 41    |
| 35 DNF | LMP       | 24 | Team Ascari                                      | Klaas Zwart (de) Werner Lupberger (en) Jeffrey van Hooydonck | Judd GV4 4.0 L V10                     | P     | 41    |
| 36 DNF | GTS       | 33 | Konrad Motorsport                                | Manfred Jurasz Michel Neugarten Charles Slater (de)          | Porsche 911 GT2                        | D     | 40    |
| 36 DNF | GTS       | 33 | Konrad Motorsport                                | Manfred Jurasz Michel Neugarten Charles Slater (de)          | Porsche 3.8 L Turbo Flat-6             | D     | 40    |
| 37 DNF | LMP       | 20 | Kremer Racing                                    | Christophe Bouchut Christian Gläsel (de)                     | Lola B98/K2000                         | G     | 23    |
| 37 DNF | LMP       | 20 | Kremer Racing                                    | Christophe Bouchut Christian Gläsel (de)                     | Ford (Roush) 6.0 L V8                  | G     | 23    |
| 38 DNF | LMP       | 28 | Konrad Motorsport                                | Franz Konrad Enzo Calderari Lilian Bryner                    | Lola B2K/10                            | D     | 2     |
| 38 DNF | LMP       | 28 | Konrad Motorsport                                | Franz Konrad Enzo Calderari Lilian Bryner                    | Ford (Roush) 6.0 L V8                  | D     | 2     |

## Statistiques
Les 1 000 kilomètres du Nürburgring 2000 représentent :